# Carlos Simon
Carlos Eugênio Simon (Braga, 3 settembre 1965) è un giornalista ed ex arbitro di calcio brasiliano.

## Carriera
Divenne internazionale nel 1998. Dopo essere stato impiegato nel 1999 nei mondiali under 20 in Nigeria, nel 2000 viene convocato per le Olimpiadi di Sydney, dove raggiunge il traguardo dei quarti di finale, arbitrando Italia-Spagna.
Nel 2002 è protagonista per la prima volta ai mondiali di calcio in estremo Oriente, dove dirige Inghilterra-Svezia e Italia-Messico. Nel dicembre dello stesso anno, viene designato per la finale della Coppa Intercontinentale tra Real Madrid e Olimpia Asunción.
Nel 2006, dopo un periodo di appannamento concomitante con uno scandalo arbitrale che in Brasile coinvolse il fischietto internazionale Pereira de Carvalho (colpevole di aver truccato delle partite) e che minò la credibilità di tutto il movimento arbitrale brasiliano, è selezionato ancora per i mondiali di calcio in Germania: qui gli toccarono Italia-Ghana, Spagna-Tunisia e l'ottavo di finale Germania-Svezia.
In carriera partecipa anche a due edizioni della Coppa America di calcio (la massima manifestazione per nazioni del Sudamerica), nel 2001 e nel 2007.
Nel novembre 2009, dopo aver saltato l'appuntamento dei Mondiali Under-20 a causa di un infortunio, viene convocato in vista del Mondiale per club, giocato negli Emirati Arabi Uniti.
Nel febbraio 2010 arriva per lui la convocazione ufficiale per i mondiali di calcio in Sudafrica del 2010, che rappresenta, dopo le due precedenti esperienze, la terza di fila (primato detenuto assieme ad altri 18 fischietti della storia): gli toccano due incontri, ovvero Inghilterra-Stati Uniti e Germania-Ghana.
Il 31 dicembre 2010 pone fine alla sua lunga carriera.
Di professione giornalista, è stato politicamente vicino alle idee del presidente di sinistra Luiz Inácio Lula da Silva.
In carriera vanta anche la direzione in due finali di Copa Sudamericana (nel 2003 e nel 2004), ed in due finali di Recopa Sudamericana (nel 2003 e nel 2010).

## Fonti
- Sito della FIFA, su FIFA.com.
- Sito della Confederazione Sudamericana di calcio, su CONMEBOL.com.